# 蔡成勋故居
蔡成勋故居为原绥远特别区域都统、陆军总长、原江西督理、将军府将军、原江西省长蔡成勋在天津的寓所，建于1935年，位于当时的天津英租界新加坡道即33号路（Singapore Road）（今天津市和平区大理道1号）。该建筑现为重点保护等级历史风貌建筑和天津市文物保护单位,并作为天津五大道近代建筑群的重要组成部分，被中华人民共和国国务院批准为全国重点文物保护单位。

## 历史
1924年12月1日，蔡成勋被免江西省兼省长后辗转返回家乡天津，在天津英租界五大道地区建造了寓所和祠堂。并从事房地产、实业投资和慈善事业。曾于1931年任天津市慈善事业委员会委员和天津市救济水灾委员会干事。
　

## 建筑

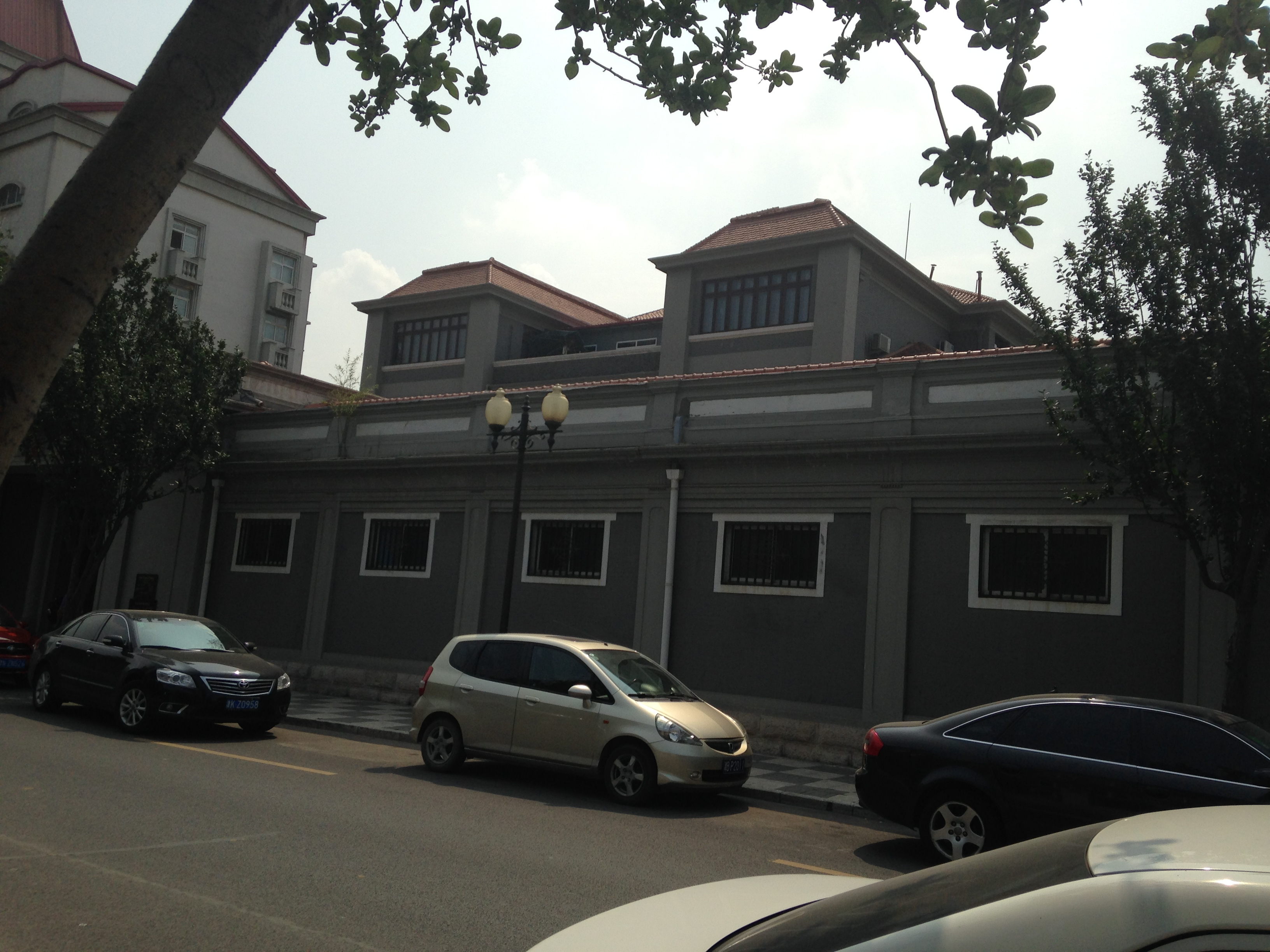

蔡成勋故居是一座中西合璧建筑风格的公馆式建筑。建筑面积达2100平方米，外部设有围墙，中央为朱褐色大门，院内的主楼为砖木结构的三层法国罗曼式西洋建筑。大楼正门两侧为对称式，楼房外立面为青砖墙体，以白色窗楣作为装饰，楼房的第三层设有凸出檐的平台。主楼内部的装修兼具中西特色，其中，房型均为大开间型，并且各居室功能不同，地面均铺设硬木地板、墙上装饰有护墙板，楼梯也为硬木质地。其中，一楼的隔断墙有月亮门造型精雕细刻的红木落地透雕隔扇。主楼西侧是蔡成勋为祭祖而建的祠堂，为一排中国庙宇式的平房建筑，至今保存尚完好（在今天津市医疗急救站内）。该祠堂最初与主楼同在一个院落，中华人民共和国成立后，这两处被围墙阻隔。此外，在主楼东侧也建有庙宇建筑，于1988年之前陆续拆除，现为一座现代化的科研办公楼。